# Negotin
Negotin je gradić u Borskom okrugu, sjeveroistočna Srbiji. Nalazi se u blizini granice s Rumunjskom i Bugarskom.

## Poznate osobe
- Ana Šomlo, književnica i novinarka rođena u Negotinu
- Stevan Mokranjac, srpski skladatelj rođen u Negotinu
- Jelena Tomašević, srpska glazbenica
- Predrag Rajković, nogometaš rođen u Negotinu